# 金虎尾目
金虎尾目（学名：Malpighiales）又名黄褥花目，是真双子叶植物的一个大目，在以前的克朗奎斯特分类法中没有这一个目，金虎尾科是被分在远志目以下的。APG 分类法设立了这个目，在I类真蔷薇分支下面，其中许多科原来是被分在许多其他不同的目中的，像大戟目、杨柳目、堇菜目、山茶目等。《APG 分类法》设立了32个科，2003年修订的《APG II 分类法》剔除了几个科，又合并了几个科，现在共有36个科。
目前的金虎尾目包括了许多种人们熟悉的植物，例如柳树、西番莲、红树以及一品红、三色堇等花卉。